# 西伊塔佩雅拉
西伊塔佩雅拉是巴西巴拉那州的一个市镇。总面积254.077平方公里，总人口11083人，人口密度43.6人/平方公里。